# Linum flagellare
 (juillet 2016).
Si vous disposez d'ouvrages ou d'articles de référence ou si vous connaissez des sites web de qualité traitant du thème abordé ici, merci de compléter l'article en donnant les références utiles à sa vérifiabilité et en les liant à la section « Notes et références ».
Espèce
Synonymes
- Cathartolinum flagellare Small[1]
- Linum coahuilense C.M. Rogers[1]

Linum flagellare est une espèce de plantes à fleurs de la famille des Linaceae. C'est une plante herbacée qui a été découverte dans le nord du Mexique[réf. nécessaire].